# Panzergrenadier

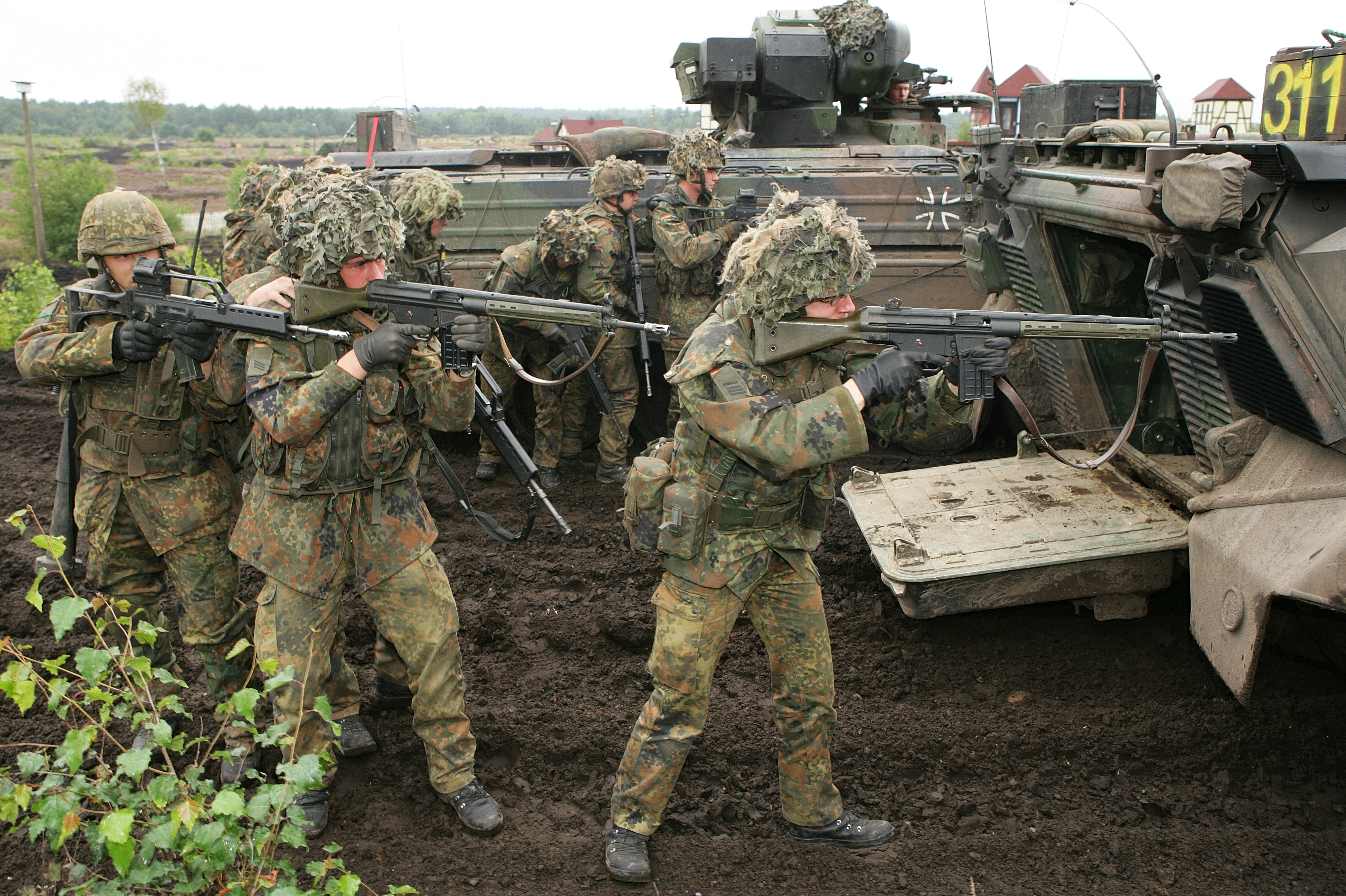
Panzergrenadiere der Bundeswehr neben Marder 1A3

Ein Panzergrenadier ist in Deutschland, Österreich und der Schweiz ein Soldat, der aufgesessen mittels Schützenpanzer oder abgesessen infanteristisch kämpft. Panzergrenadiere begleiten die eigenen Kampfpanzer der Panzertruppe und bekämpfen im Gefecht der verbundenen Waffen auf- und abgesessen feindliche Infanterie sowie mittels Panzerabwehrhandwaffen auch gepanzerte Fahrzeuge. Im deutschen und im österreichischen Heer ist die Panzergrenadiertruppe eine eigene Truppengattung, in der Schweizer Armee bilden sie einen Teil der Panzertruppen.

## Geschichte der Truppengattung

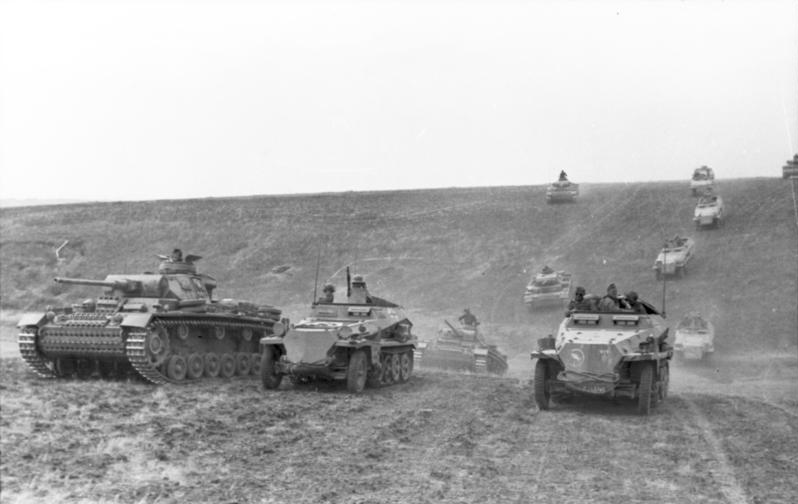
Panzer und Schützenpanzer der Panzergrenadiere an der Ostfront

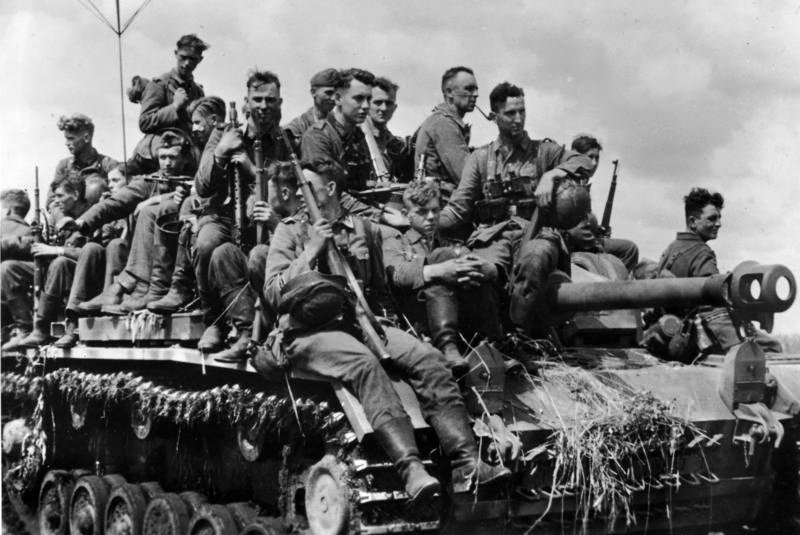
Panzergrenadiere der Wehrmacht an der Ostfront

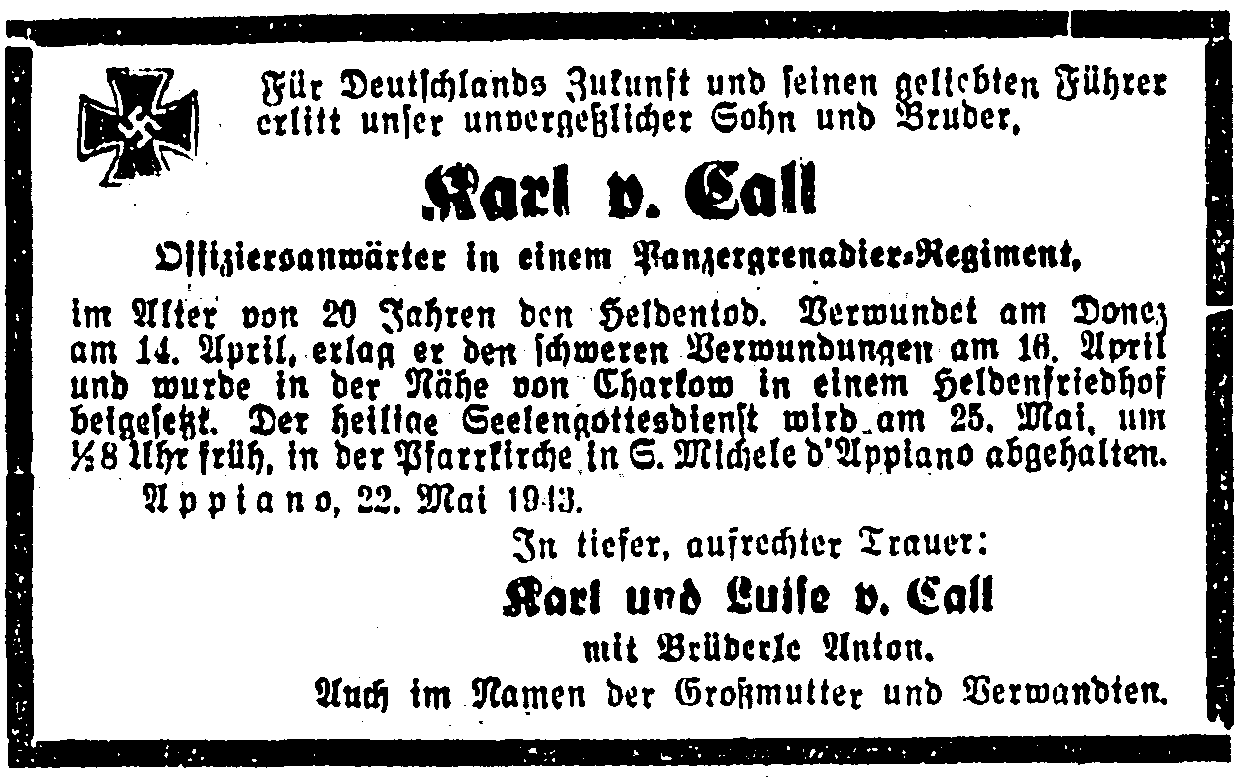
Todesanzeige für einen Panzergrenadier, 22. Mai 1943

Ursprünglich beschreibt das Wort Grenadier den im Werfen von Handgranaten speziell ausgebildeten Infanteristen. Vorläufer der (schnellen) beweglichen Infanterie waren hingegen die beim Transport berittenen Dragoner.
Zu Beginn des Zweiten Weltkrieges hießen die Panzergrenadiere noch Schützen oder Kavallerieschützen. Sie waren die infanteristischen Truppenteile der Panzerdivisionen und Panzergrenadierdivisionen der Wehrmacht. Ihre Aufstellung in den 1930er Jahren hatte Heinz Guderian mit voran getrieben; zudem war er an der Konzeption von operativen Panzerverbänden beteiligt. Das Gefecht der verbundenen Waffen sah Panzerverbände vor, die mit Unterstützung der anderen Kampf- und Kampfunterstützungstruppen in einem Großverband zusammengefasst wurden. Zu diesem gehörten Pioniere, Panzerartillerie und Instandsetzung, ferner mechanisierte Infanterie (Panzergrenadiere, Transport möglichst in Schützenpanzerwagen) sowie motorisierte Infanterie (Grenadiere, auf Lkw). Die Panzergrenadiere sollten den Kampf auf- und abgesessen führen, die Grenadiere nur abgesessen.
Zu Beginn des Krieges waren die Panzergrenadierregimenter den Panzerdivisionen sowie den Leichten Divisionen unterstellt, und meist mit LKW motorisiert. Die im engen Verbund mit den Kampfpanzern operierende Infanterie waren in der Anfangszeit die durch die Rüstungslage mit Beiwagen-Krädern beweglich gemachten Krad-Schützen, die als die eigentlichen Vorläufer der Panzergrenadiere gelten.
Nach dem Polenfeldzug wurden die leichten Divisionen in Panzerdivisionen umgegliedert, so dass man nun alle infanteristischen Verbände der Panzertruppen als Schützen bezeichnete. Seit dem 5. Juli 1942 hießen diese dann Panzergrenadiere, unabhängig von ihrer Transportart. Tatsächlich verfügten, bedingt durch die Rüstungslage, nur etwa 25 % der Panzergrenadiere im Verlauf des Krieges über den vorgesehenen Schützenpanzerwagen Sd.Kfz. 251, der eine vollständige Panzergrenadiergruppe in Stärke 10+1 beweglich machte. Der Schützenpanzerwagen Sd.Kfz. 250 für den Transport von 6 Soldaten kam vor allem in den Divisions-Aufklärungsbataillonen und Kradschützenabteilungen zum Einsatz; diese wurden später zu Füsilierbataillonen zusammengefasst. 
Jede der Panzerdivisionen verfügte über zwei Panzergrenadierregimenter zu je zwei Panzergrenadierbataillonen, gegenüber den drei Panzerbataillonen des Panzerregiments. 
Der einzige voll gepanzerte Großverband der Wehrmacht war die Panzer-Lehr-Division.
Als Waffenfarbe wurde 1943 Wiesengrün festgelegt. Einige Verbände der Wehrmacht behielten jedoch aus Traditionsgründen das Weiß der Infanterie oder das Gelb der Kavallerie.

## Panzergrenadiere in der Bundeswehr
Die Panzergrenadiertruppe ist eine Truppengattung im Heer der Bundeswehr. Die deutsche Panzergrenadiertruppe zählt zu den gepanzerten Infanterietruppen, Kampftruppen des Heeres und bildet mit der Panzertruppe den Truppengattungsverbund Panzertruppen. Hauptwaffensystem der Panzergrenadiertruppe (zurzeit) war der Schützenpanzer Marder, der sich im Afghanistan-Einsatz ab 2010 erfolgreich in Kampfeinsätzen bewährte. Der Schützenpanzer Puma wird bis 2025 der geplante Nachfolger.

## Panzergrenadiere im österreichischen Bundesheer
Im österreichischen Bundesheer bilden Panzergrenadiere eine eigene Waffengattung. Hauptwaffensystem der Panzertruppe ist der Schützenpanzer Ulan. Die Waffenfarbe der Panzergrenadiere (und der Panzertruppe im Allgemeinen) im österreichischen Bundesheer ist Schwarz.

## Panzergrenadiere in der Schweizer Armee
In der Schweizer Armee bilden die Panzergrenadiere (Abkürzung Pz Gren; französische Bezeichnung grenadiers de chars; gren char) einen Teil der Panzertruppen. Jedes der sechs Panzerbataillone verfügt über zwei Panzergrenadierkompanien, die mit je 14 Schützenpanzern CV 9030 ausgerüstet sind, aufgeteilt auf 3 Gefechts- und einen Kommandozug. Ihre Waffenfarbe ist Gelb, die Béretfarbe ist schwarz.

## Motorisierte Schützen in der Nationalen Volksarmee
In der Nationalen Volksarmee (NVA) der DDR gab es die Bezeichnung Panzergrenadier nicht. Ähnlich kämpfende Soldaten wurden als motorisierte Schützen bezeichnet. Die entsprechenden Einheiten waren mit Schützenpanzerwagen SPW-60, SPW-70, dem Schützenpanzer BMP-1 und lediglich ein mot.-Schützen-Regiment mit dem BMP-2 ausgerüstet. Ihre Waffenfarbe war Weiß.

## Panzergrenadiere in anderen Armeen
Die Bezeichnung Panzergrenadier oder die Panzergrenadiertruppe ist vor allem im deutschen Sprachraum üblich. In vielen anderen Armeen werden sie als mechanisierte Infanterie bezeichnet.